# 出雲一畑交通
出雲一畑交通株式会社（いずもいちばたこうつう）はタクシー・バスを運行する事業者。

## 歴史
- 1971年10月28日 - 一畑電気鉄道のタクシー部門を分社して出雲一畑タクシー・平田一畑タクシーを設立。
- 1976年10月 - 出雲一畑タクシーが貸切バス事業を開始。
- 1988年12月 - 出雲一畑タクシーが乗合バス事業（空港リムジンバスのみ）を開始。
- 2002年4月1日 - 出雲一畑タクシー・平田一畑タクシーが合併して出雲一畑交通となる。
- 2006年4月1日 - 一畑電気鉄道の持株会社移行に伴い、貸切バス事業を譲り受ける。
- 2013年12月13日 - LINEのタクシー配車機能や全国タクシー配車（現在のJapanTaxi）配車アプリに対応[1]。
- 2015年4月1日 - 大型貸切バス事業を一畑バスに移管。
- 2020年9月30日 - 平田営業所を閉鎖[2]。

## 営業所（車庫）の所在地
- 本社 - タクシー・バス
  - 島根県出雲市常松町353-3
- 平田営業所 - タクシー
  - 島根県出雲市平田町2260-8

## 路線

### 空港リムジンバス
詳細な運行案内は#外部リンクの出雲一畑交通サイトを参照のこと。
- 出雲 - 出雲空港線
  - 出雲市駅・体育館前 - 出雲空港（出雲縁結び空港）
  - 単独運行
    - 空港行きは出雲市駅始発で体育館前経由、空港発は出雲市駅経由で体育館前終着。
- 大社 - 出雲空港 - 玉造線
  - 出雲大社 - 出雲空港（出雲縁結び空港） - 玉造温泉
  - 単独運行

## 関連会社
- 一畑電気鉄道（持株会社）
- 一畑電車
- 一畑バス
- 松江一畑交通
- 隠岐一畑交通
- 奥出雲交通（第三セクター、奥出雲町が96%、一畑電気鉄道が4%を出資）
- 双葉タクシー
- ミツワタクシー